# حركة حقوق الوالدين
حركة حقوق الوالدين هي حركة للحقوق المدنية يهتم أعضاؤها في الأساس بالقضايا التي تؤثر على الآباء والأمهات والأطفال والمتعلقة بقانون الأسرة بما في ذلك حضانة الطفل.
تدعم حقوق الوالدين الدعوى بأن الحقوق الوالدية للأبوين يتم إنهاؤها دون الحاجة إلى ذلك وأن الأطفال ينفصلون عن آبائهم وأمهاتهم ويتم تبنيهم من خلال إجراءات محاكم الأسرة ووكالات الخدمة الاجتماعية الحكومية والتي تسعى لتحقيق أغراضها وليس حسب وقائع كل قضية. وصرح الداعمون للحقوق الأبوية أن الموظفين في إدارة الخدمات الاجتماعية في ماساتشوستس (DSS) تأخذ الأطفال بعيدًا عن والديهم دون سبب. وأضافوا بأن هؤلاء الموظفين قد حصلوا على حصانة بشكل غير صحيح من محكمة ماساتشوستس العليا, ويهددون الأمهات بفقد أبنائهن لإجبارهن على تطليق الأزواج وحضور مجموعات الدعم. كما قالوا بأن مجموعات الدعم هذه تخدم الغرض المزدوج وهو السماح لموظفي جمعيات إدارة الخدمات الاجتماعية في ماساتشوستس بتلقي المزيد من التمويل الحكومي لإدارة مجموعات الدعم وكذلك السماح للموظفين بالحصول على المعلومات واستخدامها في انتزاع الأطفال من آبائهم. وأضاف الداعمون للحقوق الوالدية أنه حدث سوء استخدام للسلطة وأن المصلحة الثابتة لعبت دورًا في ذلك.
وفي يونيه من عام 2007، انتقد الداعمون للحقوق الوالدية في المملكة المتحدة المحكمة الابتدائية بدعوى أنها كانت تعامل الأطفال كما لو كانوا سلعًا وأنها كانت تصدر قراراتها غير مصحوبة بالدليل وفي ظل شهادة الزور وكانت سرية قاعة المحكمة تؤذي الأسر والأطفال.
يكمن السبب وراء كون هذا الاعتراض عالميًا، حسب رأي الداعمون، ينبع من السياسة العامة المطبقة في جميع أرجاء العالم فيما يتعلق بحقوق الطفل مما يؤدي إلى تخلي وتبني غير ضروري للأطفال من آبائهم البيولوجيين. وانهالت مجموعة كبيرة من المفاهيم النظرية التي تعاني منها محاكم الأسرة لتجد الأسر نفسها ممزقة بين العاملين المخولين من قبل الدولة مع القليل من الأدلة ومخاوفهم الشخصية وغرائزهم المجردة، ويتيح القضاة الذين غالبًا ما يكتبون القواعد الخاصة بهم لسلوك المحكمة والمظالم، عدم المساءلة عن قواعد اتخاذ القرارات واستفادة جميع أصحاب المصلحة من إبعاد الطفل عن والديه.
وهناك معسكران متمسكان بالاحتجاج، أما الأول ينطوي على الوالدين غير الحاضنين والثاني إجراءات خدمات حماية الطفل. في الولايات المتحدة يحكم البند الرابع ث وج التمويل الذي ينتزع من احتياطات الأمن الاجتماعي والإنفاق والحوافز المالية للولاية والتي تشمل ملايين في كل ولاية لحث الوكالات على تطبيق السياسات التي تشجع على أقصى تمويل. وبالرغم من اختفائها وراء قناع حماية الأطفال من الاعتداء، فهناك آلاف الأطفال يموتون ويختفون في رعاية الولاية.
وذكر المدافعون عن حقوق الوالدين أنهم هم الذين على حق، كما يقولون بأن السياسة العامة الحالية والقانون ينكرون الحقوق الأساسية للوالدين في تربية أبنائهم ويحرمون الأطفال من التمتع بالاستقرار والراحة بالبقاء من أسرهم دون أن تؤذيهم تجاوزات أجهزة الدولة.